# Калюс (исторический город)
Калюс — исторический город (в советский период — село) в Новоушицком районе Хмельницкой области в долине реки Калюс при её впадении в Днестр. Село было частично затоплено водами Днестровского водохранилища в результате строительства Днестровской ГЭС, оставшаяся часть включена в состав соседнего села Рудковцы.

## История
В I тысячелетии на месте Калюса существовало поселение Черняховской культуры, оставившее после себя каменную статую (Калюсский идол).
Калюс упомянут вместе с Бакотой и Ушицей в Галицко-Волынской летописи как город приднестровского Понизья — крайний юго-восточный центр (крепость) Галицко-Волынского княжества .
Весна 1242. Данилъ же, хотя уставити землю, и еха до Бакоты и Калиуса…
В древнерусскую эпоху город Калюс был вторым по величине в Среднем Поднестровье после Бакоты. Археологический материал даёт основания утверждать, что город существовал ещё в XII—XIII веках и в то время играл важную роль. Калюс находился на небольшом расстоянии от Бакоты и также принимал непосредственное участие в торговле того времени, так как был расположен на Днестре. Купцы, которые по берегу или по реке везли свои товары, проходили Калюс, где с них, вероятно, собиралась какая-то пошлина.
С 1240 года находится под властью татар в составе Подольского улуса Золотой Орды .
С 1363 года в составе Великого княжества Литовского, позже Речи Посполитой. Зимой 1656-1657 годов  Калюс был вырезан польским войском.
В апреле 1769 года возле Калюса переправлялась через Днестр первая русская армия князя Александра Голицына для осады Хотина. В 1793 году после второго раздела Речи Посполитой отошёл к Российской империи. С 1795  в составе Ушицкого уезда Подольской губернии.
20 августа 1942 года во время нацистской оккупации в Калюсе было убито 540 евреев.

### Население и история хозяйства
В 1431 году Калюс принадлежал помещику Яну Целку.
В 1795 году принадлежало помещикам Липинским, позже Сарнецким.
В 1809 году в Калюсе основана еврейская типография . Первая известная книга выпущена в 1809–10 годах.
В 1852—1862 годах стоимость товаров, загруженных в порту Калюса составила 138 315 руб., что составило 20 % от всего торгово-транспортного оборота на подольских пристанях .
В 1889 году население составило 3180 душ (62,6 % евреи). Одна церковь, один костёл, одна синагога, два еврейских молитвенных дома. Одноклассное народное училище с двумя учителями и 40 учениками обоих полов. Один винодельческий завод, две водяные мельницы, пристань, две паромные переправы через Днестр. Ремесленников - 26. Аптека, почтовое отделение, сословная квартира, волостное правление. 26 базарных дней в году.
В 1898 году в описании землевладений Подольской губернии отмечено, что городок Калюс вместе с Рудковцами, Горячинцами и Куражиным принадлежал жене полковника императорской армии Али Шейх-Али  (участника русско-турецкой войны 1877—1878) г., позже генерал-майора) — Ульме Гульшус-Сеид-Гиреевне Шейх-Али (Умму Гульсум Сеид Гиреевна, в девичестве Тевкелева). Управляющий имением, Юлиан Юлианович Рудзкий, жил в Калюсе.
В 1899 году дворов было 393, жителей - 2713; 4 ярмарки в год, церковь св. Николая, пристань, синагога, скамейки, винокуренный завод, мельница; виноградник из 20 тысяч лоз. Город принадлежал полковнику Шейх Али. Одно из важных мест подольских фосфоритов .
В 1913 году в волостном городке Калюс было 5248 жителей. Были банк, сельское одноклассное училище, почтово-телеграфное отделение, свободно-пожарная жена, винокуренный завод, водяная мельница, 3 аптеки, 5 бакалейных скамеек, 4 магазина мануфактуры, 1 — кожевенных товаров, 3 лесных склада, торговля мукой, рыбой, зерном. Врач, акушерка. Базар раз в две недели  .
В 1921 году в Калюсе создана одна из первых коммун в тогдашнем Ушицком уезде.